# Dürhagen
Dürhagen ist eine Ortschaft in Hückeswagen im Oberbergischen Kreis im Regierungsbezirk Köln in Nordrhein-Westfalen (Deutschland).

## Lage und Beschreibung

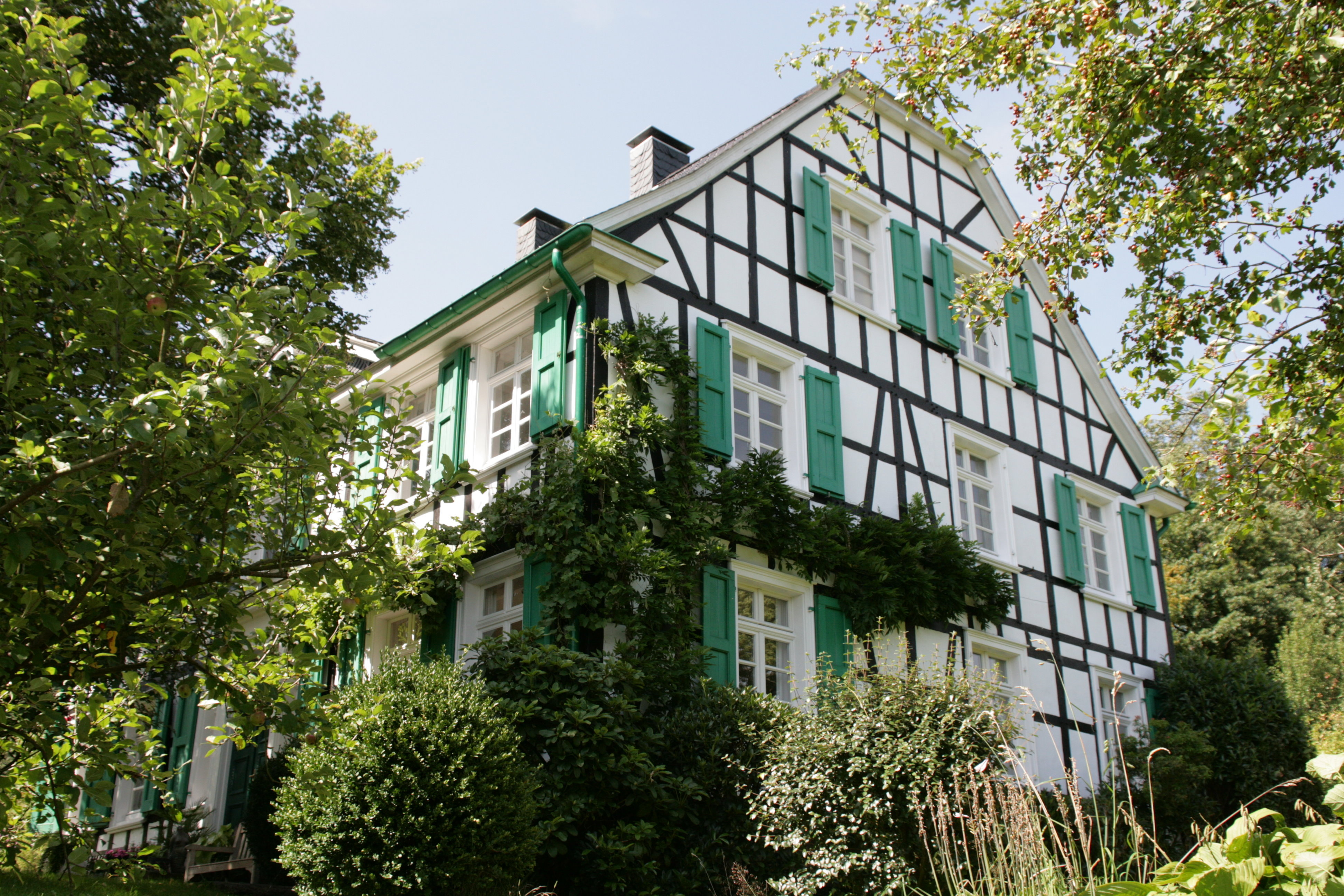
Tranzloziertes Fachwerkhaus in Dürhagen

Dürhagen liegt im nördlichen Hückeswagen oberhalb der Wuppertalsperre. Nachbarorte sind Hammerstein, Voßhagen und Steffenshagen und über die Wuppertalsperre hinweg Karrenstein.
Die Ortschaft ist über eine Zufahrtsstraße erreichbar, die zwischen Dörpmühle und Wiehagen von der Kreisstraße K2 abzweigt und auch Hammerstein, Voßhagen, Steffenshagen und Dürhagen anbindet. Östlich von Dürhagen entspringt der Bach Hagener Siefen, der in die Wuppertalsperre mündet.
In Dürhagen steht ein um 1930 in Kräwinklerbrücke durch die Fabrikantenfamilie Lausberg als Kontor und Wohngebäude errichtetes und denkmalgeschütztes Fachwerkhaus, das 1987 bis 1990 hierhin transloziert und wieder aufgebaut wurde.

## Geschichte
1481 wurde der Ort das erste Mal urkundlich erwähnt und zwar in einer „Spendenliste für den Marienaltar der Hückeswagener Kirche“. Die Schreibweise der Erstnennung war Durhagen. Die Karte Topographia Ducatus Montani aus dem Jahre 1715 zeigt den Hof als S.Hagen.
Im 18. Jahrhundert gehörte der Ort zum bergischen Amt Bornefeld-Hückeswagen. 1815/16 lebten 31 Einwohner im Ort. 1832 gehörte Dürhagen der Lüdorfer Honschaft an, die ein Teil der Hückeswagener Außenbürgerschaft innerhalb der Bürgermeisterei Hückeswagen war. Der laut der Statistik und Topographie des Regierungsbezirks Düsseldorf als Weiler kategorisierte Ort besaß zu dieser Zeit sechs Wohnhäuser und neun landwirtschaftliche Gebäude. Zu dieser Zeit lebten 36 Einwohner im Ort, allesamt evangelischen Glaubens.
Im Gemeindelexikon für die Provinz Rheinland werden für 1885 sechs Wohnhäuser mit 57 Einwohnern angegeben. Der Ort gehörte zu dieser Zeit zur Landgemeinde Neuhückeswagen innerhalb des Kreises Lennep. 1895 besitzt der Ort sieben Wohnhäuser mit 69 Einwohnern, 1905 sieben Wohnhäuser und 54 Einwohner.

## Sehenswürdigkeiten
In der Nähe liegt das ehemalige Ausflugsrestaurant Haus Hammerstein, heute eine Bildungs- und Erholungsstätte des Landesverband Lebenshilfe NRW e. V. sowie der direkt an der Wuppertalsperre gelegene Aussichtspunkt Am Bilstein mit der frühmittelalterlichen Ringwallanlage Am Bilstein.

## Wander- und Radwege
Folgende Wanderwege führen durch den Ort:
- Der Ortswanderweg ■ von Kräwinklerbrücke zum Hückeswagener Zentrum
- Der Ortsrundwanderweg A7